# Guatteria maguirei
Guatteria maguirei R.E.Fr. – gatunek rośliny z rodziny flaszowcowatych (Annonaceae Juss.). Występuje naturalnie w Kolumbii, Wenezueli, Gujanie oraz Brazylii (w stanie Amazonas). 

## Morfologia
PokrójZimozielony krzew dorastający do 2–3,5 m wysokości.
LiścieMają kształt od odwrotnie owalnego do eliptycznego. Mierzą 18–22 cm długości oraz 7,5–10 szerokości. Nasada liścia jest rozwarta. Wierzchołek jest spiczasty. Ogonek liściowy jest nagi i dorasta do 3–5 mm długości.
KwiatySą pojedyncze. Rozwijają się w kątach pędów. Działki kielicha mają owalny kształt i dorastają do 3–5 mm długości. Płatki mają podłużny kształt. Są zielonkawego koloru. Osiągają do 15–22 mm długości.
OwoceZłożone z 10–30 pojedynczych, elipsoidalnych owoców osiągających 8–9 mm długości.

## Biologia i ekologia
Rośnie w zaroślach i na otwartych przestrzeniach w lasach. Występuje na terenach nizinnych.